# ノヴィ・アヴィオン
ノヴィ・アヴィオン
ノヴィ・アヴィオン
- 用途：マルチロール機
- 設計者：航空技術研究所（Vazduhoplovno Tehnicki Institut：VTI）
- 製造者：ソコ
- 運用者：ユーゴスラビア社会主義連邦共和国空軍
- 初飛行：1992年に予定
- 運用状況：1991年に計画破棄

ノヴィ・アヴィオン（Novi Avion、「新型機」の意）は、ユーゴスラビアの航空技術研究所（Vazduhoplovno Tehnicki Institut：VTI）で設計されたクリップトデルタ翼＝カナード型の第4世代の超音速マルチロール機である。本機は量産が始まる寸前の1991年にキャンセルされた。

## 概要
この計画は、1980年代にはほぼ全ての軍用装備品（戦車、軽攻撃機、潜水艦 等）を国産品で賄えるようになっていたユーゴスラビアで唯一輸入せざるを得なかったジェット制空戦闘機を完全自給できることを目指して1980年代半ばに始まった。1991年にユーゴスラビア社会主義連邦共和国が分裂するとこの航空機の生産を開始する資金が入手できなくなったため計画は破棄された。
計画が破棄された時点で設計は完了まであと1年という段階であり、生産設備の中には設計が完了しているものやコックピットのように試作機の部品の中には既に完成しているものもあった。計画が中止になっていなければ試作機の初飛行は1992年に予定され、1990年代の半ばか終わりには就役することになっていた
。開発作業はユーゴスラビアの主要な軍事技術研究所であるベオグラードにある航空技術研究所（Vazduhoplovno Tehnicki Institut：VTI）で行われた。
航空機はユーゴスラビア人民軍のための認識された優先計画であり、部分的に産業によって提供されただけでなく、中央政府によって一般的な研究開発および近代化資金から資金提供された。MiG-21に加えて、1990年代までにユーゴスラビア空軍は14機のMiG-29フルクラムA戦闘機を近接航空支援のために配備していた。さらに、ユーゴスラビア空軍は1990年代にアヴィオンが飛行隊に配備されるまで中継ぎとしてMiG-21飛行隊を強化することを目的としてMiG-29をさらに発注する予定だったとされている。
フランスのダッソー社のラファール戦闘機は、アヴィオンの設計に大きな影響を与えた。アヴィオンはユーゴスラビア初の超音速機となることになっていたため、国内産業はそのような戦闘機の設計と試験の経験が不足しており、援助を提供する外部パートナーを探していた。1980年代後半の間に、ラファールに強く影響された予備設計研究がダッソーによって提出された。ほぼ同一のデルタカナード構成や同様のエンジン吸気装置のようにアヴィオンはラファールといくつかの共通点を有していた。翼の後縁から後方に延びるストレーキを追加することが、この機種に採用された単発のエンジン構成を説明するものであると主張されてきた。航空宇宙関連誌のFlight Internationalによると、ラファールとアヴィオンの設計の違いの大部分は、特に後部区画の観点から、後者のサイズが小さいことによるものだった。
ユーゴスラビアはこの機種を約150機生産しておよそ120機あったMiG-21とソコ J-21 Jastrebを代替することを予定し、数百機を世界市場に輸出することも計画していた。この計画の言及に使用されるノヴィ・アヴィオンという用語はセルビア・クロアチア語で「新型機」という意味であるが、この機体が就役した折には適切な名称を与えられることになっていた。
1990年3月以降、アヴィオンのエンジンの選定が差し迫っていた。ゼネラルエレクトリックのF404、ロールスロイスのRB199、プラット&ホイットニーのPW1120、スネクマのM88を含む複数の外国の企業から打診があったとされる。ユーゴスラビア国内でのライセンス生産も条件に合った可能性がある。
1990年代の間、戦闘機に関連する開発コストは残りの10年間で年間1億5000万ドルから2億ドルの間になると予測されていたと伝えられている。
1990年代初頭よりユーゴスラビア政府は戦闘機の開発で各国の企業と連携を模索していた。国は既にアヴィオンの生産を開始を発表していたが、開発に必要な経費のかなりの割合を外国の参画する企業に分担を求めた。しかし、大規模な多国籍協力のためのこれらの願望は、政治的要因によって複雑にされることが多く、それは一般的に懐疑論によって支配されていた。 1990年、Flight International誌はユーゴスラビアの共同開発の取り組みについて「これが現実的な希望になるためには、東ヨーロッパですでに見られたことを超えた政治的変化が必要になるでしょう。西側の企業がユーゴスラビアとノヴィ・アヴィオンの開発に参画を求めるためには政府が介入しようとすることによって、技術が間違った手に渡ることを懸念した」と言及していた。。

## 設計

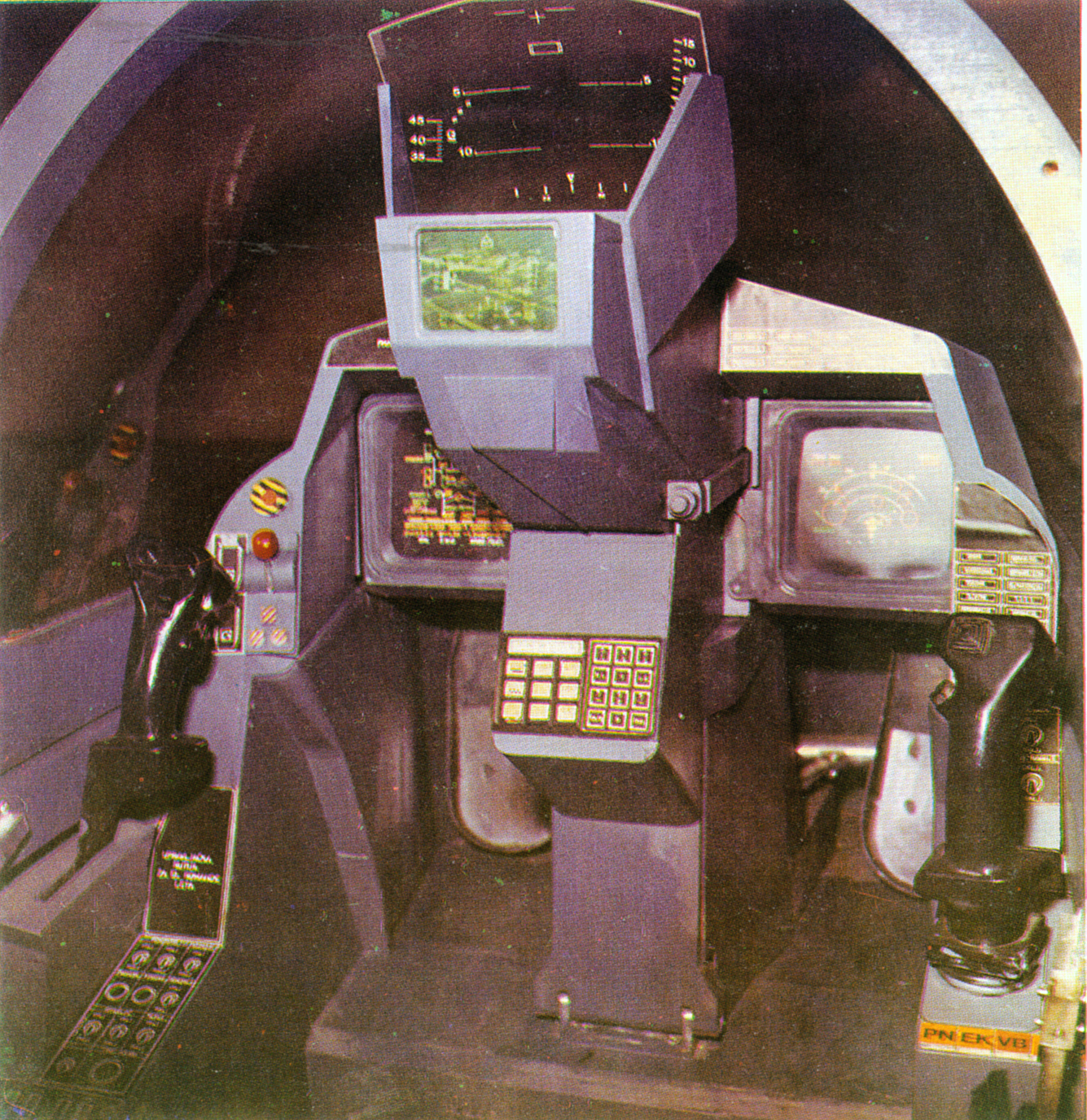
コックピット

ノヴィ・アヴィオンはフランスのダッソー ラファールと最も近い外観を持っているが、艦上戦闘機としての運用も視野に入れたため双発機としては小型に仕上がったラファールよりも、さらに小柄な単発機である。しかしながら機体規模のわりには長大な航続距離を誇り、制空、迎撃、偵察、地上攻撃、対艦攻撃といった多様な任務をこなせるように設計されている。最大速度はマッハ2弱で、音速と亜音速領域の双方での高度な運動性能が重視され、機体の主要な部分は複合材料で構成されている。
設計ではレーダー反射断面積を低減する機能を幾つか備えるように考えられていたが、本機は真正のステルス機ではなく、先進的なECM/ECCM装置を装備している。操縦席も同様に当時としては先進的で音声認識のような機能も備えていたアヴィオンはしばしば他国の如何なる機体も基本にしていない完全なユーゴスラビア独自の設計であると言及されるが、多機能レーダーのようなユーゴスラビアが開発した経験のない先進的で複雑な部品のほとんどの設計については、フランスがある程度の援助を与えた。
1991年に計画が凍結された時点ではエンジンの選定は決められていなかったが、Flight International誌によればアメリカ製のゼネラル・エレクトリック F404か後年ラファールに使用されるフランス製のスネクマ M88が有力候補であったとされ、搭載兵装の大部分もおそらくフランス製の兵器か、もしくはフランスの援助で製造されるものになる予定であった。
設計の段階で戦闘機に必要なエンジンの推力重量比は1：1以上だったと考えられる。戦闘機の要求される海面高度での最高速度はマッハ1.1以上だったものの、高度36,000ft (11,000m)の飛行時ではマッハ1.8だった。

## 要目
- 乗員：1名
- 全長：13.75 m (45.1 ft)
- 全幅：8.00 m (26.2 ft)
- 全高：4.87 m (15.9 ft)

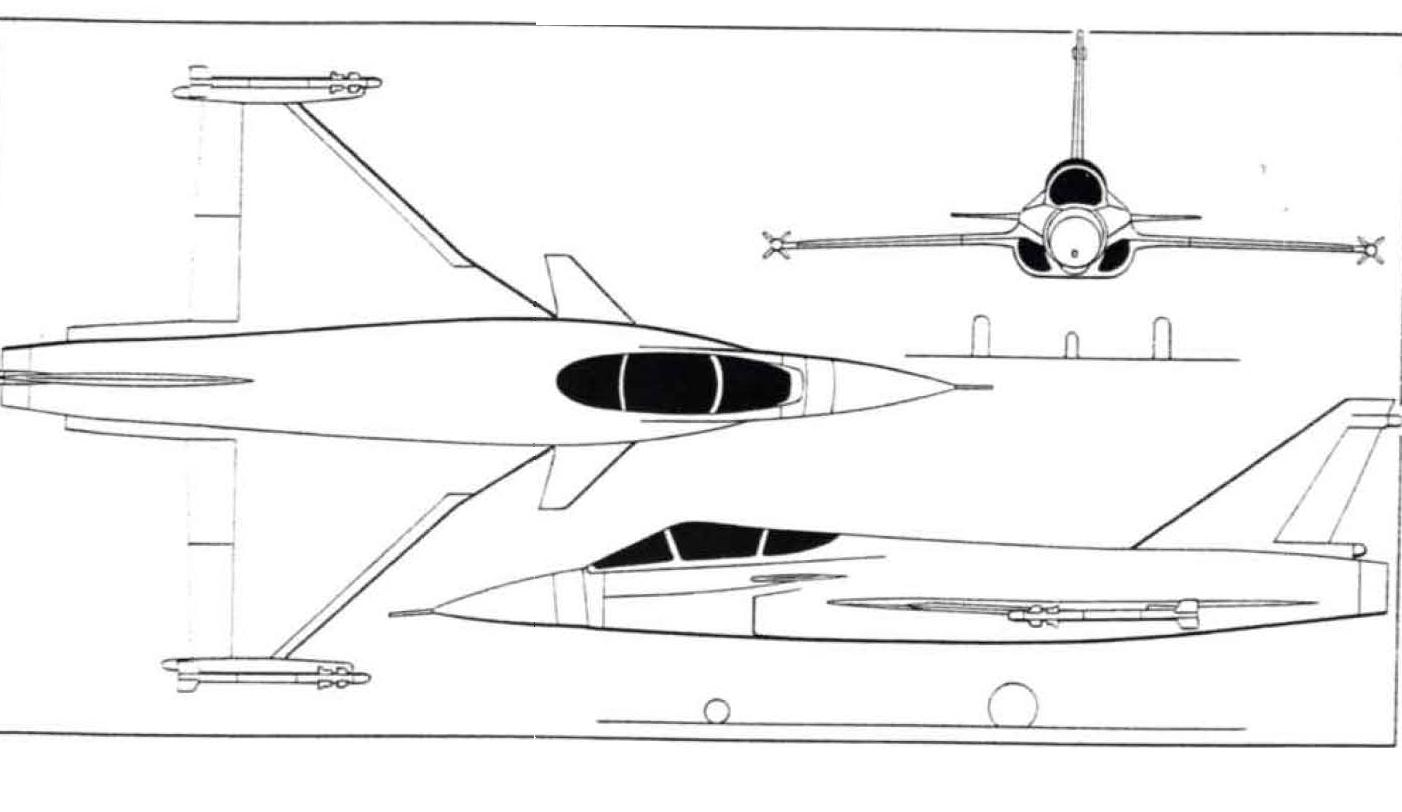
三面図

- 翼面積：30 m² (322.9 sq.ft)
- 翼面荷重：446.67 kg/m²
- 空虚重量：6,247 kg (13,772 lb)
- 最大離陸重量：13,400 kg (29,542 lb)
- エンジン：1 × スネクマ M88 ターボファンエンジン
- 最大速度：マッハ 1.88 (1,243 mph [2,000 kph])
- 航続距離：3,765 km (2,339 mi)
- 巡航高度：17,000 m (55,775 ft)
- 上昇率：16,500 m/min

- 武装：
  - 機銃：1 × 30 mm 機関砲
  - ハードポイント：合計11（赤外線誘導空対空ミサイル用翼端ハードポイント ×  2を含む）

- アヴィオニクス
  - 武器管制レーダー
  - デジタル飛行制御装置
  - 多機能航法/攻撃装置
  - グラスコックピット